# Lameck Aguta
Lameck Aguta (* 10. Oktober 1971) ist ein kenianischer Marathonläufer.
1992 wurde er Vierter bei den Halbmarathon-Weltmeisterschaften 1992 (englisch: 1st IAAF World Half Marathon Championships) in  Newcastle upon Tyne (1:00:55 h). Bei den 2. Halbmarathon-Weltmeisterschaften am 3. Oktober 1993 in Brüssel belegte er mit einer Zeit von 1:01:15 h den vierten Platz.
1994 wurde er Dritter beim Berlin-Marathon in 2:10:41 h. 1995 kam er beim Boston-Marathon als vierter ins Ziel, ebenso im darauffolgenden Jahr mit seiner Bestzeit von 2:10:03 h. Beim Marathon der Olympischen Spiele 1996 in Atlanta belegte er den 52. Platz.
1997 siegte er beim Boston-Marathon. Im Juli desselben Jahres wurde er nach einem Autounfall von vier Polizisten ausgeraubt, die bemerkt hatten, dass er eine größere Menge Bargeld im Wagen hatte, und lebensgefährlich verletzt. Drei Monate lang er im Koma und konnte danach nur mit Mühe wieder seine Bewegungsfähigkeit wiedergewinnen, wobei an Laufen zunächst nicht zu denken war.
Nachdem er ab 2000 wieder längere Läufe unternommen hatte, lief er Ende 2004 testweise einen Marathon in 2:30 h und trainierte den Winter über, um ein Comeback beim Boston-Marathon zu versuchen, das jedoch nicht glückte.